# Jan z Ávili
Jan z Ávili (hiszp. Juan de Ávila; ur. 6 stycznia 1499 albo 1500 w Almodóvar del Campo, zm. 10 maja 1569 w Montilli) – hiszpański prezbiter, mistyk, asceta, kaznodzieja i teolog, nazywany apostołem Andaluzji. Święty katolicki i doktor Kościoła.

## Życiorys
Urodził się 6 stycznia 1499 albo 1500 roku w Almodóvar del Campo, jako syn Alfonsa z Ávili oraz Cataliny Jijon. Jego rodzina była zamożna, gdyż Alfonso (konwertyta z judaizmu) posiadał kopalnię srebra w górach Sierra Morena. Około 1513 roku Jan rozpoczął studia prawnicze na Uniwersytecie w Salamance. Po czterech latach porzucił studia i wrócił do domu. W 1520 roku, za namową franciszkańskiego zakonnika wstąpił do seminarium, rozpoczynając jednocześnie studia z zakresu sztuk wyzwolonych i teologii na Uniwersytecie w Alcalá de Henares. Jego mistrzem był późniejszy dominikanin Domingo de Soto. W 1526 roku przyjął święcenia kapłańskie. Swoją mszę prymicyjną odprawił w rodzinnej miejscowości, a następnie zaprosił dwunastu ubogich, którym osobiście usługiwał (jego rodzice wówczas już nie żyli).
Wkrótce potem cały swój majątek rozdał biednym i rozpoczął pracę ewangelizacyjną. Planował także udać się na misję do Meksyku, lecz nie zgodził się na to arcybiskup Sewilli Alfonso Manrique de Lara y Solís. Ponieważ jego praca duszpasterska odbywała się głównie w Andaluzji, zyskał przydomek „apostoła Andaluzji”. Aby ułatwić katechizację wśród niepiśmiennego ludu, napisał wierszowaną formę katechizmu Doctrina cristiana que se canta, do której łatwiej było skomponować melodie do śpiewania.
Popularność wśród ludu i skuteczność kazań wzbudziły zazdrość hierarchów kościelnych, czego efektem były fałszywe oskarżenia o niemoralność i głoszenie nauk niezgodnych z doktryną Kościoła. Doprowadziło to do uwięzienie przez inkwizycję w 1531 roku. W czasie dwuletniego pobytu w więzieniu, napisał „Posłuchaj, córko” (hiszp. Audi, filia), które były przestrogą przed iluminizmem, o który był niesłusznie oskarżany. Przełożył także na hiszpański tekst „O naśladowaniu Chrystusa”. W 1533 roku został oczyszczony z wszelkich zarzutów i uwolniony. Następnie przez kilka lat posługiwał w Kordobie, a później w Estremadurze. Wówczas zaczęli do niego dołączać pierwsi uczniowie, z którymi zamieszkał w alkazarze w Kordobie. Był również mistrzem formacji w tamtejszym seminarium oraz w kolegium w Grenadzie. Na prośbę biskupa Grenady Gaspara de Ávalos de la Cuevy prowadził ewangelizację w Sewilli, Baezie, Montilli, Zafrze, Fregenal de la Sierra i Friego.
Ponieważ szczególnie na sercu leżało mu praca misyjna wśród ludzi ubogich i niewykształconych, planował założenie zgromadzenia zakonnego posługującego na wsiach. Zrezygnował z tych planów, kiedy Ignacy Loyola założył zakon jezuitów. W 1537 roku spotkał Jana Bożego, który pod wpływem kazania Jana z Ávili, nawrócił się i sam został zakonnikiem. Dwa lata później apostoł Andaluzji uczestniczył w pogrzebie królowej Izabelli Portugalskiej, żony Karola V. W nabożeństwach uczestniczył także Franciszek Borgiasz, który słuchając kazań księdza Jana, sam postanowił zostać duchownym.
Oprócz działalności kaznodziejskiej, Jan zajmował się także kształceniem księży. W 1538 roku założył Uniwersytet w Baezie, dwa kolegia większe w Kordobie i Jerez de la Frontera oraz jedenaście mniejszych kolegiów. Został pierwszym rektorem uniwersytetu, gdzie działały wydziały: artium, teologii i medycyny. Uczniami Jana byli między innymi: Ludwik z Grenady, Diego Pérez de Valdivia, Bernardino de Carleval, Diego Guzman i Juan Ramirez. Po trzydziestu latach wędrownego kaznodziejstwa, w 1554 roku, osiadł w Montilli, gdzie zajął się pisaniem listów i traktatów. Zredagował także dwa memoriały na potrzeby obrad soboru trydenckiego. Jan dwukrotnie otrzymał propozycję objęcia diecezji (raz w Segowii, a raz w Grenadzie), jednak obie odrzucił. Paweł III proponował mu także kapelusz kardynalski, lecz Jan odmówił jego przyjęcia. Ignacy Loyola nakłaniał go by wstąpił do jezuitów, ale apostoł Andaluzji twierdził, że to nie jest jego powołanie. Jan zmarł 10 maja 1569 roku w Montilli.

## Kult
Kult Jana z Ávili został zaaprobowany przez papieża Klemensa XIII. Został ogłoszony Sługą Bożym w dniu 8 lutego 1759, błogosławionym 4 kwietnia 1894 przez Leona XIII, a kanonizowany został 31 maja 1970 przez Pawła VI.
Konferencja Episkopatu Hiszpanii ogłosiła św. Jana z Avilii patronem kapłanów diecezjalnych.
Kościół katolicki obchodzi wspomnienie liturgiczne w dzienną rocznicę śmierci (10 maja).
7 października 2012 r. podczas mszy na Placu św. Piotra na Watykanie papież Benedykt XVI ogłosił św. Jana z Ávili wraz z św. Hildegardą z Bingen doktorami Kościoła. Zapowiedź tego wydarzenia miała miejsce podczas obchodów Światowych Dni Młodzieży w Madrycie. 25 stycznia 2021 papież Franciszek zarządził wpisanie jego wspomnienia do powszechnego Kalendarza Rzymskiego w randze wspomnienia dowolnego.

## Dzieła
- Audi filia (Alcalá, 1556)
- Epistolario espiritual para todos los estados (Madrid, 1578)
- Santísimo Sacramento
- Del conocimiento de sí mismo
- Contemptus mundo nuevamente romançado (Sevilla, Juan de Cromberger, 1536)
- Advertencias al Concilio de Toledo
- Tratado sobre el sacerdocio
- Comentario a la Carta a los Gálatas (Córdoba, 1537)
- Memorial a Trento (1551)
- Doctrina cristiana (Valencia, 1554)
- Dos pláticas a sacerdotes (Córdoba, 1595)

W Polsce wydano wybór pism i listów Pisma do kapłanów w 2017 roku.